# Marcello Capra
Marcello Capra (Torino, 14 luglio 1953) è un chitarrista e compositore italiano.

## Biografia
Chitarrista e compositore, inizia a suonare con Emanuele Cerruti al basso e Marco Astarita alla batteria in un complesso beat: i Flash, attivi nella seconda metà degli anni 60. Nel 1971 fonda i Procession, che nel 1972 pubblicano l'album “Frontiera” per l'etichetta Help (RCA Italiana).
Dopo il servizio militare inizia a collaborare con Raffaella De Vita nello spettacolo “Canti e Voci di Raffaele Viviani”, poi con il cantautore rock torinese Enzo Maolucci in spettacoli come “Songraffiti” e nei dischi 
“Barbari e Bar”, “Bella generazione mia” e "Immaginata"; in seguito collabora con Tito Schipa Jr. in diversi concerti nell'album "Concerto per un primo amore" 1983, inoltre partecipa ai tour italiani di 
John Martyn e Dave Cousins.
Nella seconda metà degli anni '70 Capra sviluppa uno stile chitarristico più personale che diventera' la caratteristica delle sue proposte.
Nel 1993, dopo un lungo periodo di studio, Capra partecipa con il brano "Combat" alla compilation "Fafnir", pubblicata dalla Kaliphonia. L'anno seguente la Mellow Records ristampa "Aria Mediterranea" insieme a dieci nuove composizioni nel cd "Imaginations". Nel 1998 torna ad un'attività discografica e concertistica regolare dopo l'incontro con Giulio Tedeschi e con la label indipendente Toast Records. In seguito realizzerà altri lavori solisti: l'ultimo intitolato “Preludio ad 
una nuova alba, pubblicato dalla Electromantic Music di Beppe Crovella nei primi mesi del 2010. Nello stesso anno partecipa a numerosi concerti e collabora con la giovane artista Eleonora Zollo per il suo debutto "Vivendo nei miei sogni", pubblicato dalla Electromantic con il sostegno di Telethon.
Dopo un lavoro in studio, il 26 giugno 2011 pubblica il suo nono album "Fili del tempo": ancora una volta con Electromantic Music, il disco vede la partecipazione di Beppe Crovella e Silvana Aliotta. Il disco viene presentato ufficialmente alla XVIII Convention ADGPA - International Guitar Rendez-vous a Conegliano Veneto (TV).. Dal vivo esegue i brani “ Oltre” e “For Tibet” nella Sala del Consiglio Comunale di Savona in favore di A.I.A.S-Associazione Italiana Assistenza Spastici. Ha partecipato, con concerti e seminari, a Convention internazionali dedicate al suo strumento. La sua ultima partecipazione a un progetto collettivo è con il brano "Oltre", inserito nel libro-cd "Cosa resterà di me" (Editoriale Darsena, 2011), pubblicato da Athos Enrile e Massimo Pacini in favore di A.I.A.S. Savona Onlus – Associazione Italiana Assistenza Spastici. Nello stesso periodo, con Silvana Aliotta, realizza "Aspettando jackpot", pezzo scritto dallo psicologo Mauro Selis, vincitore del concorso su Facebook "Inchiostro progressivo 2011".
Il 29 marzo 2012, è in concerto al Magazzino di Gilgamesh a Torino. Entra a far parte del cast artistico della neonata MusicArtTeam di Savona, associazione non lucrativa nata con l'intento di promuovere la musica e la cultura, e il 22 giugno partecipa con altri chitarristi a un concerto nella Cascina Caccia di S.Sebastiano da Po, bene confiscato alla criminalità organizzata, per le Associazioni Libera, Acnos e Gruppo Abele. Il 12 ottobre ritorna alla Blues House per la serata  “Jamburrasca” in beneficenza ai terremotati dell'Emilia, il 28 ottobre suona alla Fiera Internazionale del Libro a Novegro (MI). Il 18 dicembre 2012 la Electromantic pubblica un vecchio concerto dei Procession: “9 gennaio 1972”, live registrato al Lio Club di Chieri (TO) il 9 gennaio 1972. Si tratta di vecchi nastri ritrovati dopo 40 anni e rimasterizzati da Beppe Crovella.
Nei primi giorni del 2013 pubblica su YouTube il video di "Onda Luminosa": con la fotografia di Emanuele Cerruti e Susanna Buscaini, il pezzo è presentato come il suo “manifesto per il 2013”.  Il 4 aprile dagli studi di Saxa Rubra a Roma partecipa insieme a Silvana Aliotta a Unomattina Caffè, dove in diretta esegue "I'm so glad", brano di Skip James portato al successo dai Cream.
Con il percussionista indiano Kamod Raj Palampuri e il flautista Lanfranco Costanza, nel 2014 egli realizza il trio acustico Glad Tree un incontro tra musica orientale e occidentale. Dopo un anno di attività dal vivo, il 22 gennaio 2015 i Glad Tree presentano l'album di debutto "Onda Luminosa" al Teatro Cardinal Massaia di Torino. 
Dopo due anni di attesa, il 22 settembre 2017 Mp & Records (con G.T. Music Distribution) pubblica "Ostinatoblu": il secondo album dei Glad Tree. Un disco di nuove proposte, con Capra alla chitarra elettrica dopo anni e l'ingresso di Mario Bruno (già nei Procession con Marcello negli anni '70) al corno e tastiere.
Nel 2021 viene pubblicato "Bambu'", terzo album dei Glad Tree tramite RadiciMusic Records. 
A fine giugno 2022, Electromantic Music Japan con la collaborazione del produttore Shin Katayama, ripubblica tre lavori di Capra nei CD: "9 gennaio 1972" con i Procession, solisti "Preludio ad una nuova alba" ,  "Fili del Tempo". Il 1º luglio tiene un concerto in "guitar solo" al Museo del Rock di Catanzaro.  
Nel 2024 pubblica Voyage con Electromantic Music. 
Il 7 dicembre riceve il premio BEAT ONE all'Auditorium Casalinuovo di Catanzaro. Nello stesso giorno presso il Museo del Rock, esegue le sue musiche a commento del film muto "Il bacio di Mary Pickford" del 1927, serata organizzata dalla Cineteca della Calabria, ricevendo  un notevole successo dal folto pubblico in sala. 

## Discografia ufficiale

### 33 giri
| Anno | Titolo                     | Label                      |
| ---- | -------------------------- | -------------------------- |
| 1972 | Frontiera con i Procession | Help/RCA Italiana (Italy)  |
| 1978 | Aria Mediterranea          | Mu Records, UM 103 (Italy) |

### CD
| Anno | Titolo                            | Label                                   |
| ---- | --------------------------------- | --------------------------------------- |
| 1989 | Frontiera                         | Edison (Japan)                          |
| 1993 | Frontiera                         | Vinyl Magic (Italy)                     |
| 2012 | Frontiera                         | AMS/BTF (Italy)                         |
| 1994 | Imaginations                      | Mellow Records (Italy)                  |
| 1998 | Danzarella                        | Toast Records (Italy)                   |
| 1999 | Biosfera                          | Autoproduzione                          |
| 2002 | Alchimie                          | Toast Records (Italy)                   |
| 2005 | Vento teso                        | Toast Records (Italy)                   |
| 2007 | Ritmica-mente                     | Toast Records (Italy)                   |
| 2010 | Preludio ad una nuova alba        | Electromantic Music (Italy)             |
| 2011 | Fili del tempo                    | Electromantic Music (Italy)             |
| 2012 | 9 gennaio 1972 (con i Procession) | Electromantic (Italy)                   |
| 2015 | Onda Luminosa (con i Glad Tree)   | Autoproduzione                          |
| 2017 | Ostinato Blu (con i Glad Tree)    | MP & RECORDS                            |
| 2021 | BAMBU' (con i Glad Tree)          | 2024 VOYAGE Electromantic Music (Italy) |

2022                                                              "9 gennaio 1972" ( con i Procession)                                                                                                        Electromantic Music Japan
2022                                                              "Preludio ad una nuova alba"                                                                                                                   Electromantic Music Japan 
2022                                                               "Fili del Tempo"                                                                                                                                         Electromantic Music Japan

### Compilation CD
| 1993 | Combat (Premio Fafnir) | Kaliphonia (Italy) | - | - | 2011 | Oltre (Cosa resterà di me) | Darsena Editore | - | - | 2019 | Merci Dadi. 22 chitarristi per i 25 anni dell'ADGPA | AGDPA (Italy) |

### Collaborazioni
| Anno | Titolo                                           | Tipo Supporto | Label                        |
| ---- | ------------------------------------------------ | ------------- | ---------------------------- |
| 1978 | "Barbari e Bar" di Enzo Maolucci                 | 33 giri       | Dischi dello Zodiaco (Italy) |
| 1979 | "Bella Generazione Mia" di Enzo Maolucci         | 45 giri       | Dischi dello Zodiaco (Italy) |
| 1982 | "Immaginata" di Enzo Maolucci                    | 33 giri       | Studio Records (Italy)       |
| 1982 | "Concerto Per Un Primo Amore" di Tito Schipa jr. | 33 giri       | Gattacicova (Italy)          |
| 2010 | "Vivendo nei miei sogni" di Eleonora Zollo       | cd            | Electromantic Music (Italy)  |